# Duke Pearson
Duke Pearson (rodným jménem Columbus Calvin Pearson, Jr.; 17. srpna 1932 Atlanta – 4. srpna 1980 tamtéž) byl americký jazzový klavírista, aranžér a hudební producent. Od svých šesti let se učil hrát na klavír, ale během studií na střední škole hrál převážně na trubku. V roce 1959 se přestěhoval do New Yorku, kde se setkal s trumpetistou Donaldem Byrdem. V roce 1961 odehrál turné se zpěvačkou Nancy Wilson. Během své kariéry vydal řadu alb převážně na značce Blue Note Records a spolupracoval s ostatními hudebníky, jako byli například Thad Jones, Ron Carter, Carmen McRae nebo Lex Humphries.